# Zaag- of zeebaarzen
De zaag- of zeebaarzen (Serranidae) vormen een familie van vissen die tot de orde der baarsachtigen (Perciformes) behoren. Zij bestaat uit diverse onderfamilies.
Er zijn vele soorten van deze familie, waaronder de tandbaarzen (onderfamilie Epinephelinae).

## Kenmerken
In grootte variëren ze sterk: sommige soorten worden niet langer dan 10 cm, terwijl de itajara (Epinephelus itajara) tot 2,40 m groot kan worden en 300 kg kan wegen. Ze bevatten een brede, getande bek en harde schubben.
Veel soorten zaag- of zeebaarzen zijn helder gekleurd en velen worden commercieel gevangen als voedsel.

## Verspreiding en leefgebied
Ze worden gewoonlijk gevonden boven ertsaders in tropische tot subtropische wateren langs de kust.

## Voortplanting
Vele soorten zijn hermafrodiet: hun geslacht verandert van mannetje in vrouwtje in de loop van hun leven. De vissen zetten grote hoeveelheden eieren af; hun larven maken deel uit van het zoöplankton.
Zie voor de indeling van alle soorten in de geslachten: Lijst van soorten zaag- of zeebaarzen.

## Onderfamilies
De volgende onderfamilies zijn bij de familie ingedeeld:
- Anthiadinae Poey, 1861
- Epinephelinae Bleeker, 1874, inclusief Liopropomatinae
- Grammistinae Bleeker, 1857
- Serraninae Swainson, 1839